# Cosmoscarta andamana
Cosmoscarta andamana är en insektsart som beskrevs av William Lucas Distant 1878. Cosmoscarta andamana ingår i släktet Cosmoscarta och familjen spottstritar. Inga underarter finns listade i Catalogue of Life.